# Голубика
Голуби́ка, или голуби́ка обыкнове́нная (лат. Vaccínium uliginósum), — вид листопадных кустарников из рода Вакциниум семейства Вересковые. Типовой вид этого рода. Является ближайшей родственницей брусники и черники.

## Название
В научной и научно-популярной литературе в качестве русского варианта названия вида также встречаются: голубика болотная, голубика топяная, голубика низкорослая.
Русские общеупотребительные и местные названия растения (и ягод): водопьянка, синий виноград, синика, гонобо́бель, гоноболь, гонобой.
Названия «водопьянка», «дурника» («дурнишник»), «пьяника», «гоноболь» связаны с тем, что рядом с голубикой растёт багульник болотный. Кандидат биологических наук Дмитрий Донсков отмечал, что люди, собиравшие голубику, испытывали головокружение и головную боль от ядовитого запаха багульника, но приписывали это опьяняющее действие ягодам голубики, которые съедали при их сборе.

## Распространение
Этот вид встречается во всех регионах Северного полушария с умеренным и холодным климатом, в тундре, лесной зоне и верхнем поясе гор, нередко на болотах, торфяниках. В Евразии распространён от Исландии и Великобритании на западе до российского Дальнего Востока и Японии на востоке (на юге ареал вида доходит до Испании, Италии, стран бывшей Югославии, Турции, Монголии). В Северной Америке — от Аляски до Ньюфаундленда (на юге — до Калифорнии).
Может расти как небольшими порослями вдоль ручьёв и рек, так и образует обширные голубиковые мари площадью в десятки квадратных километров (например, в Забайкалье).

## Ботаническое описание
Ветвистый листопадный полукустарник или кустарник высотой до полутора метров, обычно 30—50 см, иногда со стелющимся стеблем. В отличие от черники, стебель древеснеет почти доверху. По внешнему виду (особенно из-за схожести листьев) голубику можно спутать с черникой. От черники голубика отличается более светлыми стеблями и формой цветоложа на ягоде: у черники оно ровное, почти круглое, у голубики более изломанное; по вкусу ягоды черники и голубики также сильно отличаются. Сок голубики бледный, а сок черники фиолетово-красный и при сборе черники при попадании на кожу остаются фиолетово-синие, плохо смывающиеся пятна.
Корневая система мочковатая. Корневые волоски отсутствуют. Усвоение питательных веществ из почвы происходит с помощью микоризы.
Листья длиной до 3 см обратнояйцевидные или продолговатые, плотные, тонкие. Осенью лист краснеет и опадает, ягода может не опадать и оставаться на голых ветках до заморозков.
Цветы мелкие, пятизубчатые, поникающие; венчик кувшинчатый белый или розоватый. Плоды — синие округлые, реже вытянутые, ягоды с сизым налётом, сочные съедобные, спелая мякоть фиолетовая, ягоды длиной до 1,2 см.
Вид очень морозостоек; куст может жить до ста лет.

## Значение и применение
Ягоды съедобны. Их собирают для употребления в сыром и переработанном виде. Свежий сок долго не хранится. Из них делают варенье, а также используют для приготовления вина. Обычно рекомендуют смешивать голубику с другими ягодами, имеющими более яркий вкус: черникой, брусникой, клюквой и пр.
Ягоды и сок голубики — диетический продукт, усиливающий обмен веществ и действие сахаропонижающих препаратов. Ягоды укрепляют стенки кровеносных сосудов, нормализуют работу органов пищеварения и сердца.
Медонос. Цветки активно выделяют нектар. Пчёлами посещается хорошо. Среднесуточная сахаропродуктивность 100 цветков составляет на Дальнем Востоке 26,3 мг, в Республике Беларусь 25,6 мг, одного растения 0,039 грамм, 1 га — 21,0 кг. В болотных насаждениях Польши из общей продуктивности нектара в 125 кг/га на долю голубики приходилось 9,9 кг.
Листья пригодны для дубления кож.
В настоящее время выведено около 25 сортов.
Весной северным оленем (Rangifer tarandus) охотно поедаются молодые побеги, а осенью ягоды. Листья летом поедаются плохо. Ягоды хорошо поедаются гусями и куропатками, медведями, тетеревами.

## Агротехника
Голубика — растение неприхотливое, практически не поражается вредителями и болезнями.
Голубика требует кислых почв (pH 4—5), поэтому нужно регулярно следить за уровнем кислотности. Голубика особенно требовательна к влаге — в корнеобитаемом слое почвы (на глубине 20 см) она должна быть постоянно влажной, но переувлажнения и подтопления она не выносит. Залегание грунтовых вод на глубине 30—60 см благоприятно для культуры.

## Филателия
- Почтовая марка Белоруссии, 2004 год
- Почтовая марка России 2021 год